# Derhogo
Derhogo est une localité du Burkina Faso, dans le département de Barga, la province du Yatenga et la région du Nord. Le village se trouve au bas de la colline dont il tire son nom. Il se sépare entre Méné, Tèbela et Sabouna.[réf. nécessaire]

## Population
Lors du recensement de 2006, on y a dénombré 2 224 habitants. 